# Wishing Well (Terence-Trent-D’Arby-Lied)
Wishing Well ist ein Lied von Terence Trent D’Arby aus dem Jahr 1987, das von ihm und Sean Oliver geschrieben wurde. Es erschien auf dem Album Introducing the Hardline According to Terence Trent D’Arby.

## Geschichte
Sananda Maitreya schrieb zusammen mit Sean Oliver den Song „in einem halb wachen und halb schlafenden Zustand“ und sagte auch in einem Interview, dass er das Gefühl der Worte sehr gemocht habe. Die Produktion übernahm er mit Martyn Ware von Heaven 17.
Der Text des Liedes ist als Liebeslied zu verstehen. Es ist den Musikrichtungen Soul, Pop und Funk zuzuordnen. 
Die Veröffentlichung war am 19. Juni 1987, in den Vereinigten Staaten und Niederlanden wurde es ein Nummer-eins-Hit. Im Oktober 1991 zeichnete die Recording Industry Association of America den Song mit der Goldenen Schallplatte aus. Bei den Grammy Awards 1988 trug Terence Trent D’Arby den Song live vor, aber verlor bei der Nominierung für den besten neuen Künstler gegen Jody Watley. Nach dem Eurythmics-Klassiker Sweet Dreams (Are Made of This) aus dem Jahr 1983 ist es der Song in den Billboard Hot 100, der am längsten brauchte (17 Wochen), um auf Position 1 zu klettern.

## Rezeption
Ben Greenman vom New Yorker beschrieb Wishing Well zusammen mit anderen Songs von Maitreya als „Hereinbringen der Soulmusik in die 1980er“.
Stephen Thomas Erlewine bewertete das Lied auf Allmusic als „spärlichen Funk“ und bemerkte, dass es auch Maitreyas erster Hit in den Vereinigten Staaten sei.
Kathi Whalen vom Washington Post rezensierte das Lied als eine Mischung des Souls der 1960er und dem Pop seinerzeit und bezeichnete es auch als sprunghaft.
Auf dem fiktiven Radiosender Vice City FM des Videospiels Grand Theft Auto: Liberty City Stories kann man den Song hören.

## Musikvideo
In der Handlung des Musikvideos spielen Sananda Maitreya und seine Begleitband das Lied, während in der Nebenhandlung ein Paar im Park, dann zuhause miteinander schmust. Zusammen mit If You Let Me Stay war der Clip seinerzeit sehr beliebt bei MTV und wurde somit auch dort häufig gezeigt.

## Coverversionen
- 1997: LL Cool J